# İsabey, Felahiye
İsabey là một xã thuộc huyện Felahiye, tỉnh Kayseri, Thổ Nhĩ Kỳ. Dân số thời điểm năm 2008 là 365 người.